# توهمسان
توهمسان (به لاتین: Tohamsan) یک کوه در کره جنوبی است.